# Conacul familiei Mocioni

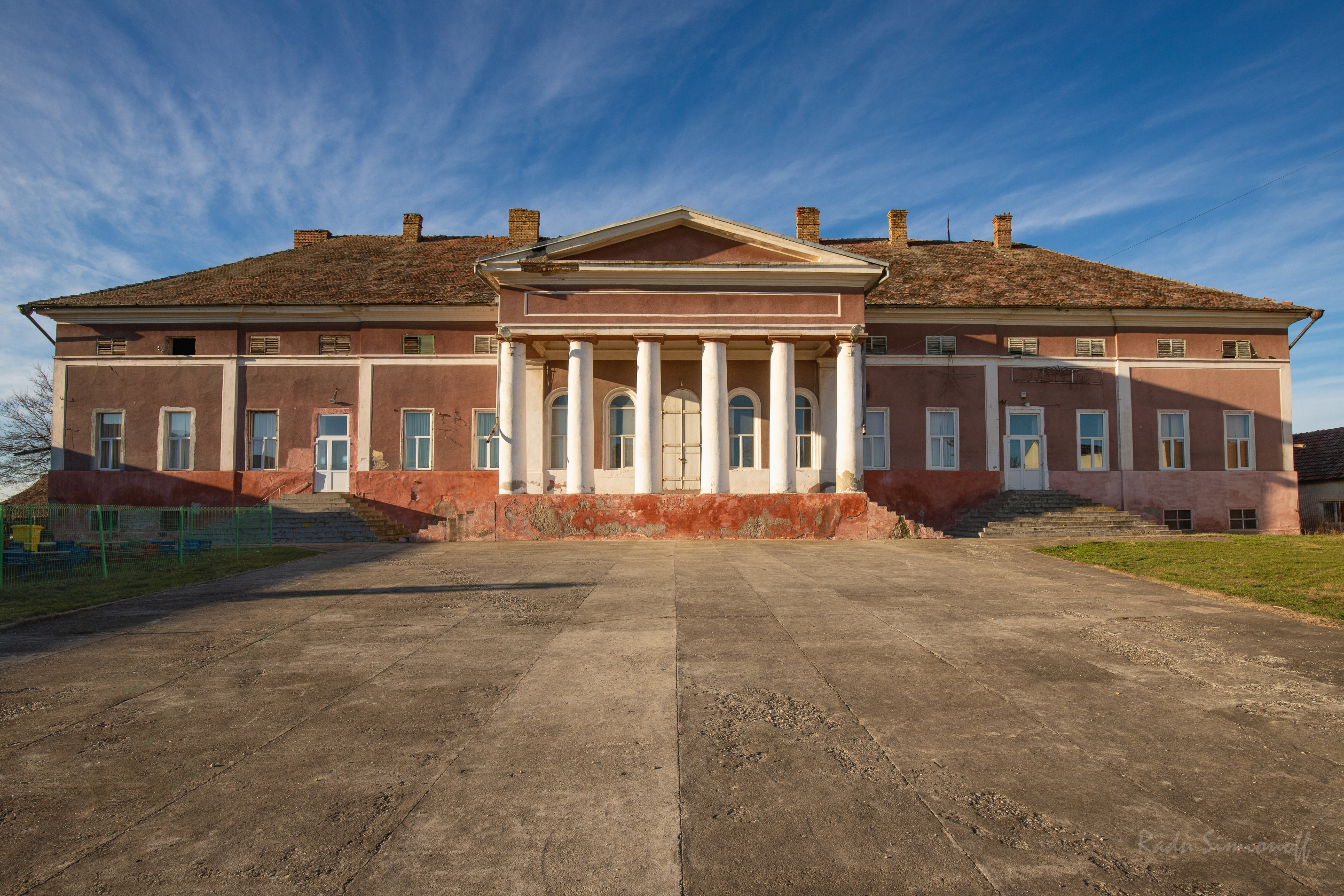
Conacul familiei Mocioni, construit la 1750, dupa planurile arhitectului Mor Kallina

Conacul familiei Mocioni este un monument istoric aflat pe teritoriul satului Foeni, comuna Foeni, operă a arhitectului Mór Kallina.